# Саидов, Билал Саидович
Била́л Саи́дович Саи́дов (10 июня 1914 года, Махкеты, Чечня, Терская область, Российская империя — 15 ноября 1994 года, Грозный, Чечня, Россия) — советский чеченский писатель, поэт, драматург, актёр и режиссёр Чечено-Ингушского драматического театра, режиссёр Чечено-Ингушского кукольного театра, переводчик, член Союза писателей Чечено-Ингушетии и Союза писателей СССР (1939), член Союза журналистов СССР (1958).

## Биография
Родился в 1914 году в селе Махкеты в семье крестьянина. Окончил школу, затем театральную студию в Грозном. В 1933—1936 годах учился в Тбилисской театральной студии имени Шота Руставели. Получил специальность режиссёра. После возвращения домой работал актёром и помощником режиссёра Чечено-Ингушского драматического театра.
В 1941—1942 годах служил в Красной армии. Затем был ответственным секретарём газеты «Красное знамя».
В годы депортации работал в торговле. В 1957—1959 годах, после возвращения на родину, был собственным корреспондентом республиканской газеты «Ленинский путь». В 1960—1961 годах был режиссёром республиканского кукольного театра, заведующим литературной частью Чечено-Ингушского драматического театра имени X. Нурадилова. Затем до 1991 года заведовал литфондом Союза писателей Чечено-Ингушской АССР.

## Творчество
В 1938 году написал многоактную пьесу «Зайнап», которую поставил режиссёр Гарун Батукаев. На республиканском конкурсе она получила вторую премию. В 1960 году написал свою вторую пьесу «Горы просыпаются». За годы поэтического творчества, с интервалом в 2-3 года им были изданы около двадцати поэтических сборников.
Переводил на чеченский язык произведения советских драматургов. В Чечено-Ингушском драмтеатре с успехом шли переведенные им пьесы: «Лекарь поневоле» Мольера, «Ходжа Насреддин» Виктора Виткевича и Леонида Соловьёва, «На заре», «Дороги любви» Идриса Базоркина, «Без вины виноватые» Александра Островского, «Хороший конец» Антона Чехова, «Любовь Яровая» Константина Тренёва, «Разбуженная совесть» В. Шаврина, «Тополёк мой в красной косынке» Чингиза Айтматова, «Кровавая свадьба» Гарсиа Лорки, «Последняя остановка» Эриха Ремарка, «Юность отцов» Бориса Горбатова и многие другие. Также им был переведён роман «Герой нашего времени» Михаила Лермонтова, множество его стихов.

### Произведения Билала Саидова

#### на русском языке
- Саидов Билал. Сердце зовёт. — Грозный: Чечено-Ингушское книжное издательство, 1970. — 46 с.
- «Горный родник»;
- «Избранное»;
- Саидов Билал. Солнце в горах. Стихи. — Грозный: Чечено-Ингушское книжное издательство, 1966.
- Саидов Билал. Храбрый Сулима. Сказка. — Грозный: Чечено-Ингушское книжное издательство, 1967.

#### на чеченском языке
- Саидов Билал. Миру — мир. Стихи, поэмы = Дуьненна — Машар. — Грозный: Чечено-Ингушское книжное издательство, 1959.
- Саидов Билал. Голос сердца. Стихи = Деган аз. — Грозный: Чечено-Ингушское книжное издательство, 1963.
- Саидов Билал. Храбрый Сулим. Сказка = Майра Сулима. Туьйра. — Грозный: Чечено-Ингушское книжное издательство, 1967.
- Саидов Билал. Тёзка Сулимы. Сказка = Сулимии цӏархо. Туьйра. — Грозный: Чечено-Ингушское книжное издательство, 1968.
- Саидов Билал. Моя любовь. Стихи, поэмы, сказка для детей. = Сан безам. Стихаш, поэмаш, берашна туйра. — Грозный: Чечено-Ингушское книжное издательство, 1989.
- Саидов Билал. Горный родник. Стихи, поэмы = Ламанан шовда. Стихаш, поэмаш. — Грозный: Чечено-Ингушское книжное издательство.
- Саидов Билал. Песни сердца. Стихи, поэмы = Деган иллеш. Стихаш, поэмаш. — Грозный: Чечено-Ингушское книжное издательство.
- Саидов Билал. Желание. Стихи, поэмы = Лаам. Стихаш, поэмаш. — Грозный: Чечено-Ингушское книжное издательство.
- Саидов Билал. Избранное. Стихи, поэмы = Хаьржинарш. Стихаш, поэмаш. — Грозный: Чечено-Ингушское книжное издательство.
- Саидов Билал. Похождения Сулима. Сказка = Сулимас лелийнарш. Туьйра. — Грозный: Чечено-Ингушское книжное издательство.
- Саидов Билал. Избранное. Стихи, проза = Хаьржинарш. Стихаш, проза. — М.: Чечено-Ингушское книжное издательство, 2012.